# 皮質脊髄路
皮質脊髄路（ひしつせきずいろ、英: corticospinal tract）とは、大脳皮質の運動野から脊髄を経て骨格筋に至る軸索（神経線維）の伝導路（束）のこと。錐体路（英: pyramidal tract）とも言う。

## 概説
皮質脊髄路を構成するのは、ほとんどが運動ニューロンの軸索である。延髄までは1本の束になっているが、脊髄では外側皮質脊髄路（錐体側索路）と前皮質脊髄路（錐体前索路）の2本に分かれている。この伝導路の走行を知ることで、なぜ基本的に体の右半身が左脳に、また左半身が右脳に支配されているのかが理解できる。
大脳皮質から脳幹までの伝導路である皮質核路も、後述のように延髄の錐体を通らないが「錐体路」のひとつと考えられている。皮質核路は脊髄ではなく脳幹にある脳神経の運動神経核（運動ニューロンの細胞体が集合する神経核）に大脳からの信号を伝達しており、機能は皮質脊髄路と同じだからである。
皮質脊髄路（錐体路）を構成するニューロン（神経細胞）は大脳皮質にある錐体細胞である。しかし錐体路の名称はこの細胞に由来するのではない。錐体細胞は大脳皮質と海馬に普遍的に存在し、その軸索は皮質脊髄路以外を走行する物がほとんどである。錐体路の名称は、延髄下部を通る際に皮質脊髄路の軸索が形成する構造がピラミッド状であることに由来している。

## 運動路
皮質脊髄路は、主に皮質運動野の第V層にある錐体細胞に起始する。

### 上位運動ニューロン
皮質脊髄路の運動ニューロンの細胞体は、上述のように皮質運動野に存在する。このニューロンの軸索が脳幹を通って脊髄まで走行しており、この全体は上位運動ニューロンと呼ばれる。

#### 交叉とシナプス
皮質運動野にある錐体細胞の細胞体から伸びた長い軸索の一部は、主に反対側の脳幹（中脳（皮質中脳路）、橋（皮質橋路）、延髄（皮質延髄路））へも向かっている。しかし大部分の神経線維（軸索）はそのまま脊髄まで伸びている（皮質脊髄路）。そのうち、
- 大部分（約80%）の皮質脊髄路線維は延髄で反対側に乗り換える（錐体交叉）。この線維束は脊髄側索の外側皮質脊髄路を通る（脊髄視床路の後内側、固有束の外側）。
- 10%の線維束は（交叉せずに）同側の外側皮質脊髄路を通る。
- 残りの10%の線維束は交叉せずに脊髄前索の前皮質脊髄路を通る。

どの経路を通った軸索も、前角で次のニューロンとシナプスを形成し交代する。この前角ニューロンは皮質脊髄路の2次ニューロンと見なされるものの、通常は皮質脊髄路と言わない。

#### 大脳から出た運動ニューロンの走行
皮質脊髄路の運動ニューロンは中心前回の一次運動野だけでなく、運動前野および一次感覚野などからも起始し、放線冠を形成しながら徐々に集合して、内包後脚を形成し大脳基底核を貫通する（淡蒼球と視床の間を通る）。
そこから中脳に入って大脳脚を形成し、延髄では下部腹側表面に柱状の隆起となって見える（延髄の錐体）。この錐体を形成することから、錐体路という別名が付けられている。
錐体交叉の後、神経線維は主として脊髄の外側皮質脊髄路を下行する。延髄で交叉しなかった線維は前皮質脊髄路を下行し、そのほとんどが脊髄で下位運動ニューロンと連絡する直前に対側へと交叉する。

### 下位運動ニューロン
脊髄の前角で、上位運動ニューロンの軸索は下位運動ニューロンに接続する。ほとんどの場合介在ニューロンを介しているが、直接下位運動ニューロンとシナプスを形成するニューロンもある。
脳幹では、下位運動ニューロンの細胞体は脳神経の運動核に存在し（動眼神経核、滑車神経核、三叉神経運動核、外転神経核、顔面神経運動核、副神経核、舌下神経核）、その軸索は脳神経の一部として脳幹から末梢へと出ている。脊髄の場合は前角にあるレクセドの第IX層に細胞体があり、そこから脊髄前根を通って末梢へと出て行く。これらの軸索は随意筋の運動を支配している（運動神経）。

## 皮質脊髄路の障害
皮質脊髄路の障害（すなわち上位運動ニューロンの障害）は錐体路徴候と呼ばれる独特の症候を示す。錐体路障害は脳卒中後遺症などでごく一般的に見られる障害であり、また筋萎縮性側索硬化症などの神経変性疾患でも現れる。

## 錐体外路
皮質脊髄路とは別に、不随意的な運動コントロールを行う伝導路が存在する。この伝導路の機能は、随意運動を支持し、姿勢制御や筋緊張などを補っている。

## 感覚伝導路
個々の感覚伝導路については、以下の項目を参照。
- 脊髄視床路
- 脊髄小脳路
- 視覚伝導路
- 嗅覚系
- 後索・内側毛帯路

## 動物種による違い
皮質脊髄路の存在や発達具合は動物種によって大きく異なる。魚類であるゼブラフィッシュには皮質脊髄路が存在しない。皮質脊髄路は哺乳類で登場し、霊長類でよく発達している。

## 追加画像

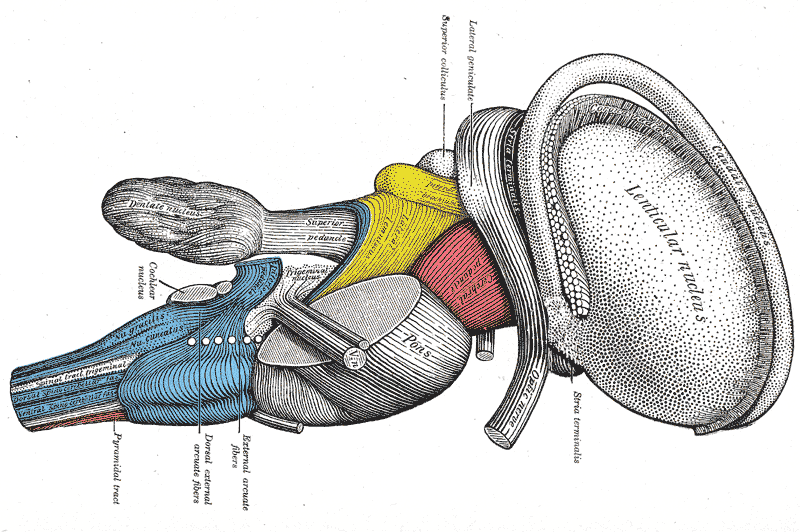
延髄錐体交叉（側面）
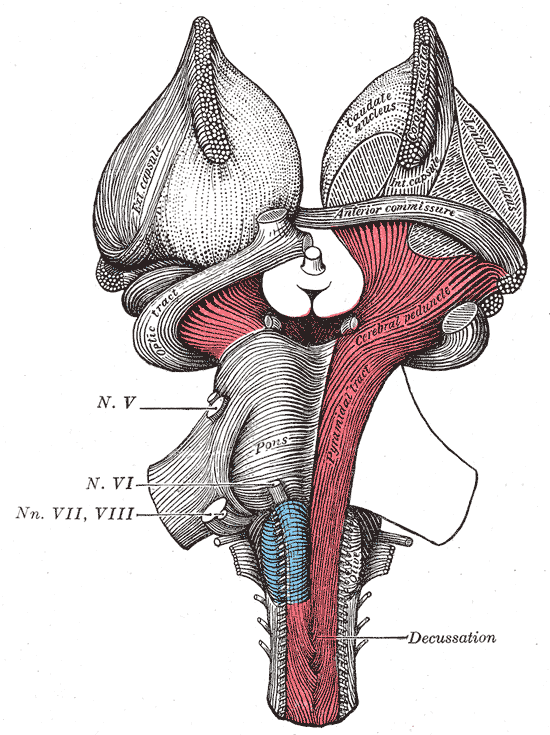
延髄錐体交叉を含めた脳幹の表面（腹側正面）
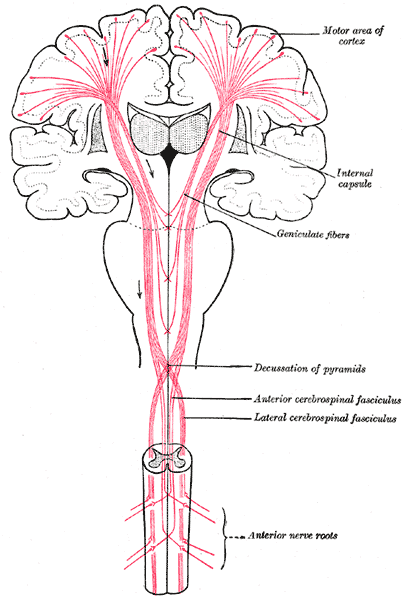
運動路
脊髄横断面。赤が運動路の通る部分。